# Kohautia euryantha
Kohautia euryantha är en måreväxtart som beskrevs av Cornelis Eliza Bertus Bremekamp. Kohautia euryantha ingår i släktet Kohautia och familjen måreväxter.
Artens utbredningsområde är Kongo-Kinshasa. Inga underarter finns listade i Catalogue of Life.